# Horní Krupá
Horní Krupá é uma comuna checa localizada na região de Vysočina, distrito de Havlíčkův Brod.